# Milano-Torino 1968
La Milano-Torino 1968, cinquantaquattresima edizione della corsa, si tenne il 6 marzo 1968 su un percorso di 201 km complessivi. Fu vinta dall'italiano Franco Bitossi, giunto al traguardo con il tempo di 4h46'26" alla media di 41,958 km/h.

## Ordine d'arrivo (Top 10)
| Pos. | Corridore        | Squadra    | Tempo    |
| ---- | ---------------- | ---------- | -------- |
| 1    | Franco Bitossi   | Filotex    | 4h46'26" |
| 2    | Italo Zilioli    | Filotex    | s.t.     |
| 3    | Michele Dancelli | Pepsi Cola | s.t.     |
| 4    | Luciano Armani   | Faema      | s.t.     |
| 5    | Gianni Motta     | Molteni    | s.t.     |
| 6    | Vittorio Adorni  | Faema      | s.t.     |
| 7    | Felice Gimondi   | Salvarani  | s.t.     |
| 8    | Ole Ritter       | Germanvox  | s.t.     |
| 9    | Luciano Soave    | Faema      | a 20"    |
| 10   | Roberto Ballini  | Max Meyer  | s.t.     |